# Mahmut Demir
Mahmut Demir (21 gennaio 1970) è un ex lottatore turco, specializzato nella lotta libera.

## Palmarès

### Olimpiadi
- 1 medaglia:
  - 1 oro (Atlanta 1996 nei 130 kg)

### Mondiali
- 1 medaglia:
  - 1 oro (Istanbul 1994 nei 130 kg)

### Europei
- 8 medaglie:
  - 3 ori (Istanbul 1993 nei 130 kg; Friburgo 1995 nei 130 kg; Budapest 1996 nei 130 kg)
  - 2 argenti (Kaposvár 1992 nei 130 kg; Roma 1994 nei 130 kg)
  - 3 bronzi (Katowice 1987 nei 115 kg; Poznań 1990 nei 100 kg; Stoccarda 1991 nei 130 kg)

### World Cup
- 2 medaglie:
  - 2 bronzi (Toledo 1990 nei 130 kg; Chattanooga 1995 nei 130 kg)

### Giochi del Mediterraneo
- 1 medaglia:
  - 1 oro (Atene 1991 nei 130 kg)